# Хлебная корка

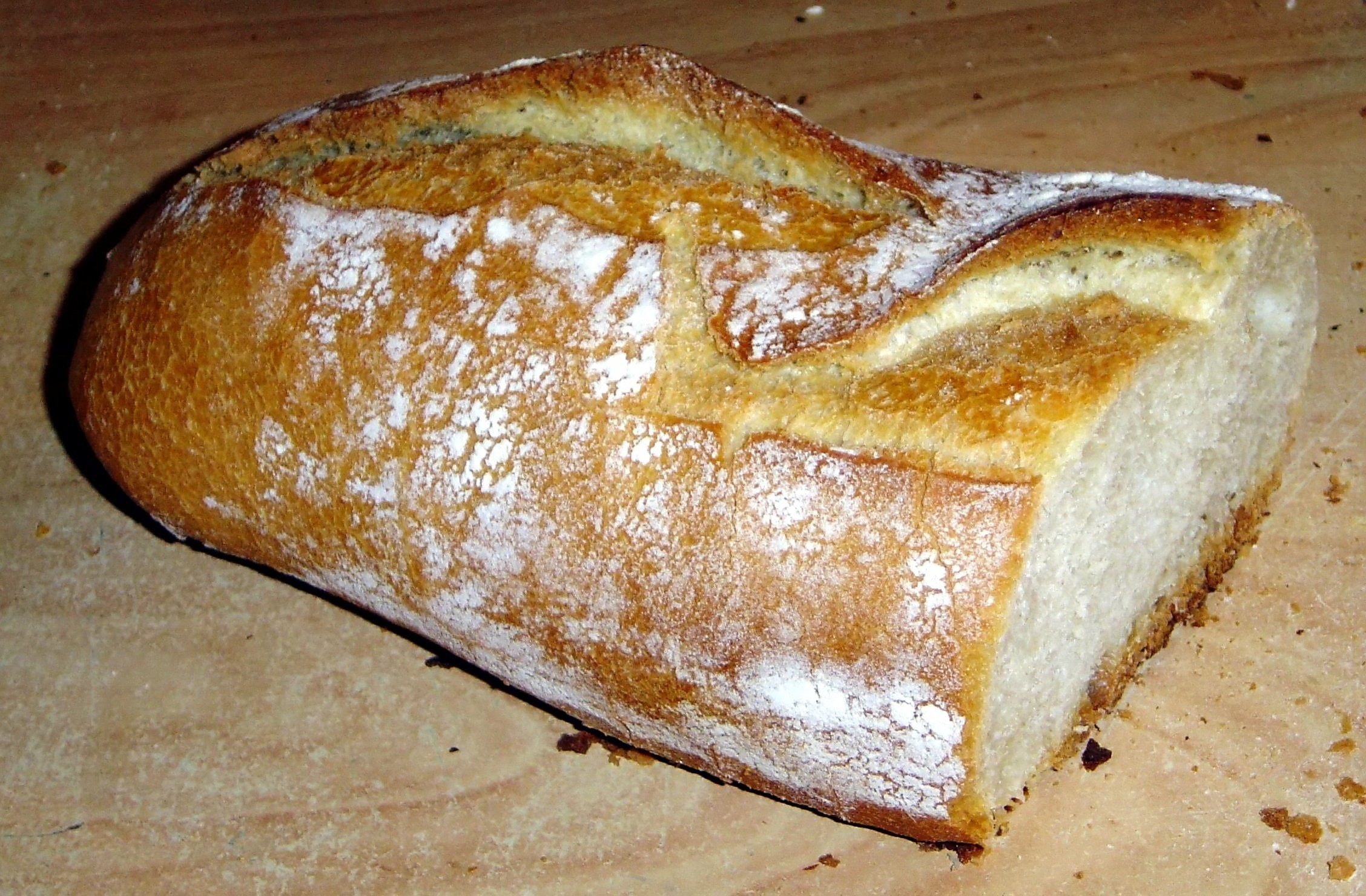
Французский хлеб

Хлебная корка (горбушка, краюшка) — слой запечённого хлеба на буханке или батоне. Обладает характерным золотисто-коричневым цветом и приятным запахом.

## Образование корки
Образование хлебной корки происходит в результате обезвоживания наружных слоёв теста. При этом часть влаги уходит в окружающую среду, а часть — в мякиш. При прогреве поверхности теста несброженные сахара вступают во взаимодействие с продуктами распада белка и образуют буроватоокрашенные вещества — меланоидины, которые придают корке хлеба специфическую золотисто-буроватую окраску, ценимую потребителем.

## Употребление
Многие люди предпочитают корку хлеба мякишу.
Американцы не оставляют без внимания даже малейшие гастрономические прихоти человечества. Для тех, кто не любит корочку на хлебе, придуман специальный «нож», отрезающий по периметру хлебную корку. Размеры такого ножа — 10 на 10 см, естественно, что подходят они только под соответствующую буханку хлеба.

## В медицине
Немецкие биохимики утверждают, что хрустящая хлебная корка намного полезней для здоровья, чем мякиш. Профессор Мюнстерского университета Томас Хофманн и его коллеги обнаружили, что в процессе выпечки в корке образуются больше различных антиоксидантов, обладающие антисклеротическими и противораковыми свойствами, чем в мякише. Эту информацию опубликовал Journal of Agricultural and Food Chemistry.

## В рыбной ловле
Хлебная корка используется как специальный вид насадки. Практикуется при ловле карпов. На неё можно ловить как поверху, так и со дна. Из нижней или верхней корок белого хлеба вырезают квадратики вместе с мякотью. Обычные размеры 1,5 на 1,5 см при толщине около 1 см. Лучше ловить на такую насадку в тиховодье, так как в воде она быстро размокает и смывается течением.

## В виноделии
Аромат «хлебной корочки» используется для описания вкусовых качеств вина. Так, например, в шампанском «Philipponnat», интересного элегантной горчинкой, сохраняющейся в послевкусии, основными тонами в аромате и вкусе являются хлебная корочка и грейпфрут. Токайские вина обладают красивым золотистым цветом, полнотой, мягкостью и сильным характерным букетом с тонами хлебной корочки и мёда.

## Приготовление кваса
Русские крестьяне из хлебных корок делали хлебный квас. Хлебный квас имеет приятный вкус и обладает тонизирующими свойствами благодаря содержащимся в нём экстрактивным веществам и продуктам брожения .

## В литературе и искусстве
- В детской повести Алексея Толстого «Золотой ключик», корочки хлеба — одно из немногих лакомств, доступных Буратино:

Буратино пошёл шарить по всем углам, — не найдётся ли корочки хлебца или куриной косточки, обглоданной кошкой.
- В песне «Товарищ» (музыка О. Иванова, слова А. Прокофьева)[5].